# Christa Wolf
Christa Wolf, född Ihlenfeld den 18 mars 1929 i Landsberg an der Warthe (nuvarande Gorzów Wielkopolski i Lubusz vojvodskap, Polen), död 1 december 2011 i Berlin, var en tysk författare och en av de främsta företrädarna för DDR:s litteratur. Några av hennes viktigaste verk var Barndomsmönster, skildringen av uppväxten i Hitlertyskland, Kassandra om hur människor förändras under krig och propagandabelägring och Sommarstycke, en till synes lättsam berättelse om några familjers semestrar i Nordtyskland, åren före murens fall.

## Biografi
Christa Wolf föddes i Landsberg an der Warthe i provinsen Brandenburg som dotter till en köpman. Efter andra världskriget och den efterföljande fördrivningen av tyskar slog sig familjen ner i Gammeln utanför Schwerin. 1949 tog Wolf studentexamen och studerade sedan vidare i Jena och Leipzig. Wolf studerade fram till 1953 germanistik. Från 1953 verkade Wolf som medarbetare vid Deutscher Schriftstellerverband och som redaktör på tidskriften Neue Deutsche Literatur. Wolf var även kritiker och lektor.
1961 kom hennes första bok Moskauer Novelle som fick ett bra mottagande i DDR. Genombrottet kom följande år med Der geteilte Himmel som handlar om Tysklands delning. Boken filmdramatiserades 1964 av Konrad Wolf. Från 1962 verkade Wolf som författare i DDR. 

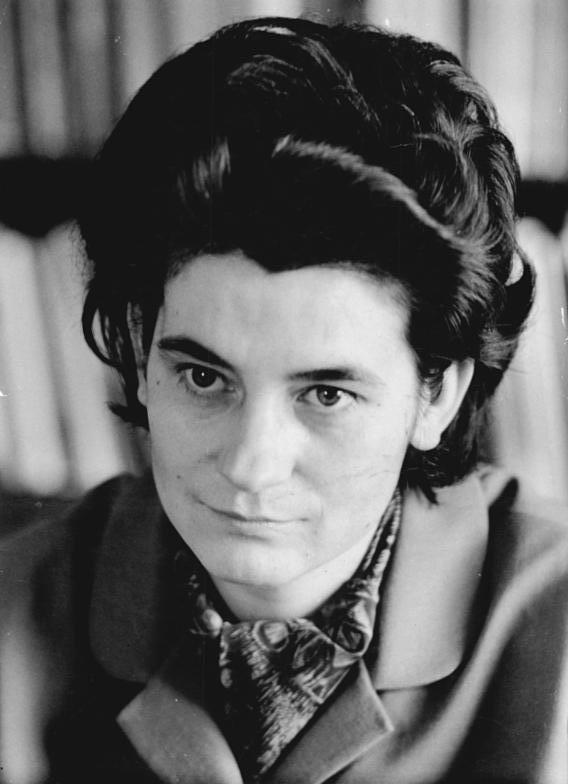
Christa Wolf, 1963.

1949 blev Wolf partimedlem i Tysklands socialistiska enhetsparti och var under 1960-talet kandidat för partiets centralkommitté. Efter ett kritiskt tal vid partikongressen 1967 avslutade hon sin aktiva tid i partiet men var medlem fram till 1989. 1976 var Wolf en av författarna som kritiserade regimens utvisning av Wolf Biermann. Följden blev att Wolf uteslöts ur Deutscher Schriftstellerverband. Vid Berlinmurens fall 1989 var Wolf för ett demokratiskt DDR och motsatte sig en förening med Förbundsrepubliken (Västtyskland). Hon var en av talarna under demonstrationen vid Alexanderplatz den 4 november 1989, fem dagar före murens fall.
Det blev senare känt att Wolf 1959–1962 verkat som inofficiell medarbetare (IM) åt Stasi. Wolf drog sig tillbaka från offentligheten och flyttade till USA, men kom senare tillbaka till Tyskland. Wolf offentliggjorde sina Stasi-akter under titeln Akteneinsicht Christa Wolf. Wolf med familj blev under perioden 1969–1989 själva övervakade av Stasi, vilket hon skrev om i Was bleibt. I sina senare verk skrev hon om tiden i DDR och Tyskland efter 1989.

## Verk
(Svenska översättningar av Margaretha Holmqvist utgivna av Norstedt, om ej annat anges)
- Moskauer Novelle (1961)
- Der geteilte Himmel (1963)
- Juninachmittag (1967)
- Nachdenken über Christa T (1969) (Vem var Christa T, 1971)
- Till Eulenspiegel (1972)
- Kindheitsmuster (1976) (Barndomsmönster, 1979)
- Karoline von Günderrode (1979)
- Kein ort. Nirgends (Landet som icke är, 1982)
- Geschlechtertausch (1980)
- Kassandra (1983) (Kassandra, 1984)
- Störfall (1987) (Hotets dag, 1987)
- Sommerstück (1989) (Sommarstycke, 1990)
- Was Bleibt (1990) (Vad blir kvar, 1991)
- Reden im Herbst (1990)
- Medea Stimmen (1996) (Medea: röster, översättning Margaretha Holmqvist, 1997)
- Leibhaftig (2002) (Liksom levande, översättning Karin Mossdal, 2004)
- Stadt der Engel oder The Overcoat of Dr. Freud (2010) (Änglarnas stad eller The Overcoat of Dr. Freud, översättning Aimée Delblanc, 2011)

## Utmärkelser
- Georg Büchner-priset 1980
- Schiller-Gedächtnispreis 1983
- Nelly Sachs Pris 1999
- Samuel-Bogumil-Linde-Preis 1999